# Diadegma occultum
Diadegma occultum är en stekelart som först beskrevs av Carl Gustav Alexander Brischke 1880.  Diadegma occultum ingår i släktet Diadegma och familjen brokparasitsteklar. Inga underarter finns listade i Catalogue of Life.